# 中国驻意大利大使馆
中华人民共和国驻意大利共和国大使馆（義大利語：Ambasciata della Repubblica Popolare Cinese nella Repubblica Italiana），简称中国驻意大利大使馆，是中华人民共和国驻意大利的外交代表机构。驻意大利大使馆兼辖对未建交国梵蒂冈的相关事务。